# Campionati mondiali di sci nordico 2017 - Sprint a squadre femminile
La gara sprint a squadre femminile ai Campionati mondiali di sci nordico 2017 si è svolta il 26 febbraio 2017.

## Risultati

### Semifinali
I primi due di ogni semifinale e i migliori sei tempi non qualificati direttamente, si qualificheranno per la finale.
| Posizione | Batteria | Pettorale | Nazione     | Atleti                                  | Tempo   | Note |
| --------- | -------- | --------- | ----------- | --------------------------------------- | ------- | ---- |
| 1         | 1        | 1         | Norvegia    | Heidi Weng Maiken Caspersen Falla       | 20:10.7 | Q    |
| 2         | 1        | 3         | Finlandia   | Aino-Kaisa Saarinen Kerttu Niskanen     | 20:13.8 | Q    |
| 3         | 1        | 2         | Svizzera    | Nadine Fähndrich Laurien van der Graaff | 20:23.6 | q    |
| 4         | 1        | 5         | Italia      | Ilaria Debertolis Lucia Scardoni        | 20:34.5 | q    |
| 5         | 1        | 4         | Slovenia    | Katja Višnar Anamarija Lampič           | 20:43.4 | q    |
| 6         | 1        | 7         | Rep. Ceca   | Karolína Grohová Sandra Schützová       | 21:26.3 |      |
| 7         | 1        | 6         | Canada      | Cendrine Browne Dahria Beatty           | 21:35.6 |      |
| 8         | 1        | 8         | Ucraina     | Tetyana Antypenko Yuliia Krol           | 22:04.4 |      |
| 9         | 1        | 9         | Australia   | Jessica Yeaton Katerina Paul            | 23:11.9 |      |
| 1         | 2        | 11        | Svezia      | Ida Ingemarsdotter Stina Nilsson        | 20:29.2 | Q    |
| 2         | 2        | 12        | Germania    | Stefanie Böhler Nicole Fessel           | 20:29.6 | Q    |
| 3         | 2        | 10        | Stati Uniti | Sadie Bjornsen Jessica Diggins          | 20:30.6 | q    |
| 4         | 2        | 13        | Russia      | Julija Belorukova Natalia Matveeva      | 20:33.6 | q    |
| 5         | 2        | 14        | Polonia     | Ewelina Marcisz Justyna Kowalczyk       | 21:00.2 | q    |
| 6         | 2        | 15        | Bielorussia | Palina Seranosava Yulia Tikhonova       | 21:06.8 |      |
| 7         | 2        | 17        | Kazakistan  | Anna Stoyan Anna Shevchenko             | 21:39.3 |      |
| 8         | 2        | 16        | Austria     | Lisa Unterweger Anna Roswitha Seebacher | 22:07.7 |      |

### Finale
| Posizione | Pettorale | Nazione     | Atleti                                  | Tempo   |
| --------- | --------- | ----------- | --------------------------------------- | ------- |
| 1         | 1         | Norvegia    | Heidi Weng Maiken Caspersen Falla       | 20:20.5 |
| 2         | 13        | Russia      | Julija Belorukova Natalia Matveeva      | 20:26.1 |
| 3         | 10        | Stati Uniti | Sadie Bjornsen Jessica Diggins          | 20:38.9 |
| 4         | 11        | Svezia      | Ida Ingemarsdotter Stina Nilsson        | 20:39.1 |
| 5         | 3         | Finlandia   | Aino-Kaisa Saarinen Kerttu Niskanen     | 20:43.5 |
| 6         | 12        | Germania    | Stefanie Böhler Nicole Fessel           | 20:50.0 |
| 7         | 2         | Svizzera    | Nadine Fähndrich Laurien van der Graaff | 21:02.4 |
| 8         | 4         | Slovenia    | Katja Višnar Anamarija Lampič           | 21:09.0 |
| 9         | 14        | Polonia     | Ewelina Marcisz Justyna Kowalczyk       | 21:09.5 |
| 10        | 5         | Italia      | Ilaria Debertolis Lucia Scardoni        | 21:25.7 |